# Унтернойкірхен
Унтернойкірхен (нім. Unterneukirchen) — громада в Німеччині, розташована в землі Баварія. Підпорядковується адміністративному округу Верхня Баварія. Входить до складу району Альтеттінг. Центр об'єднання громад Унтернойкірхен.
Площа — 23,26 км2. Населення становить 3296 ос. (станом на 31 грудня 2020).

## Галерея

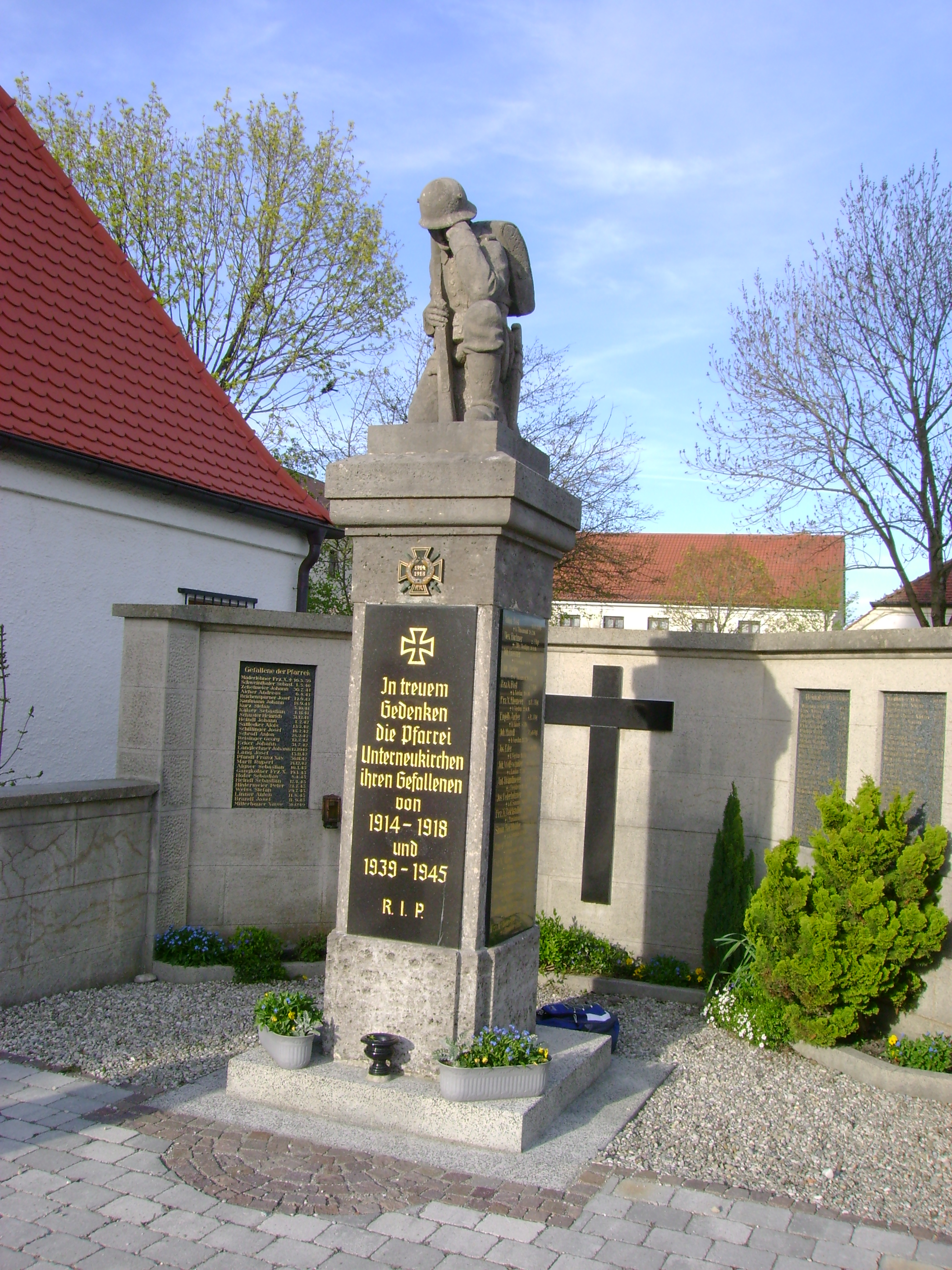